# Месталья
Месталья (ісп. Mestalla) — футбольний стадіон у  Валенсії, один з найбільших в Іспанії, домашня арена футбольного клубу «Валенсія». Назву отримав від одного зі зрошувальних каналів міста. З 1969 року носив ім'я багаторічного президента клубу Луїса Казанови, проте у 1994 році за його ж проханням стадіонові було повернуто історичну назву.